# Witte mospalpmot
De witte mospalpmot (Bryotropha similis) is een vlinder uit de familie tastermotten (Gelechiidae). De wetenschappelijke naam is voor het eerst geldig gepubliceerd in 1854 door Stainton.
De soort komt voor in Europa.